# 金泉街道 (丹寨县)
金泉街道，是中华人民共和国贵州省黔东南苗族侗族自治州丹寨县下辖的一个乡镇级行政单位。2019年8月8日，设置金泉街道，辖原龙泉镇农场社区、金扬社区、金泉社区、东湖社区、中华村、排正村和原扬武镇老八寨村。

## 行政区划
金泉街道下辖以下地区：
农场社区、金扬社区、金泉社区、东湖社区、中华村、排正村和老八寨村。